# Александар Вучковић
Александар Вучковић (Врање, 17. фебруар 1881 — Нови Сад, 7. септембар 1939) је био српски пешадијски официр и југословенски, пешадијски бригадни генерал Југословенске војске, учесник Балканских ратова и Првог светског рата, носилац Ордена Белог орла и очух Звонимира Вучковића.

## Биографија

### Порекло и образовање
Рођен је 17. фебруара 1881. године у трговачкој породици у Врању. Његов отац Јован је желео да га син наследи у послу, али се он после завршених шест разреда гимназије у Врању и седмог разреда гимназије у Београду, определио за Нижу школу Војне академије, коју уписује 1900. и завршава 1903. године са чином пешадијског потпоручника.
Прва служба му је била у родном Врању, које је тада било важно средиште комита на путу за војевање у Македонији. У чин поручника је унапређен 1908. године, а 1909. године уписује Вишу школу Војне академије у Београду.

### Ратови за ослобођење и уједињење (1912—1918)
Уочи Првог балканског рата 1912. године, унапређен је у чин капетана друге класе. Учествовао је у Кумановској и Битољској бици, као и борбама за Елбасан. У Другом балканском рату 1913. године, борио се код Криве Паланке и на Великом Говедарнику. Тада је унапређен у чин капетана прве класе.
Први светски рат је провео на свим значајним бојиштима, од борби за Шабац, Колубарске битке, одбране Београда, Смедерева, Варварина, Крушевца, Приштине, Косовске Митровице, повлачења преко Албаније до Солунског фронта. Из рата је изашао са чином мајора, у који је унапређен 1915. године, као и са 14 домаћих и три страна одликовања.

### Послератна каријера
Унапређен је 1920. године у чин потпуковника и затим је наредне године упућен на службу у Бијељину. Ту упознаје удовицу Анку Пркић, коју је оженио 1922. године и усвојио њено двоје деце из првог брака, од којих је један био син Звонимир Звонко, а деци је дао његово презиме.
Породица се 1923. године преселила у Котор, где је Вучковић остао на служби четири године. Следеће године је унапређен у чин пуковника. Прекомандован је у Билећу 1926. године ради отварања подофицирске школе, а ту му се родила кћерка Јелисавета Сета, која је наредне године и преминула. Затим је исте 1927. године добио и сина Драгутина Мицка. Пресудно је утицао на посинка Звонимира да се определи за војни позив и упише Нижу школу Војне академије.
Од 1930. до 1937. године, пуковник Вучковић је службовао као командант гарнизона у Загребу. Као противник Шестојануарског режима, чекао је на унапређење у бригадног генерала до 1937. године. Активно је писао за стручне војне часописе и преводио научне чланке са француског, немачког и руског језика.
Преминуо је 7. септембра 1939. године на дужности у Новом Саду. Сахрањен је на Новом гробљу у Београду.

## Породица
Син Драгутин Вучковић је преминуо 1996. године. Усвојени син Звонимир Звонко Вучковић је постао поручник Југословенске војске и служио је у Краљевој гарди, а у Другом светском рату био је командант Првог равногорског корпуса Југословенске војске у Отаџбини. Емигрирао је и живео у Сједињеним Америчким Државама, где умире 2004. године.

## Одликовања
- Орден Белог орла